# Sexuelle Appetenzstörung
Der Begriff sexuelle Appetenzstörung (zu „Appetenz“ von lateinisch appetentia ‚Begehren‘), auch Lustlosigkeit, Unlust, Anaphrodisie (aus gr. an-, verneinende Vorsilbe, und -aphrodisie, nach der Liebesgöttin Aphrodite), früher auch Alibidinie oder Alibido, lateinisch Impotentia concupiscentiae, bezeichnet im Allgemeinen den unwillentlichen Mangel (Libidomangel) oder die unwillentliche Abnahme (Libidoreduktion) an sexueller Phantasie und sexuellem Verlangen.
Fehlendes oder geringes sexuelles Interesse ist als solches zwar nicht pathologisch, es kann aber dennoch, z. B. aufgrund einer Diskrepanz zwischen dem sexuellen Verlangen des Partners und dem eigenen, zu Problemen führen. Im Unterschied zur Asexualität identifizieren sich die betroffenen Personen nicht selbstbestimmt mit ihrer sexuellen Lustlosigkeit, sondern stehen oft unter Leidensdruck.
Sexuelle Appetenzstörungen gehören zu den sexuellen Funktionsstörungen. Der Zustand ist das Grundproblem und besteht nicht aufgrund (enger zeitlicher Zusammenhang) zugleich bestehender körperlicher Krankheiten (organische Störungen), psychischer Störungen, der Auswirkungen starker Stressoren (wie beispielsweise schwere Beziehungsprobleme) oder der Wirkung von Substanzen (wie beispielsweise Drogen oder Medikamente). Bei der Entwicklung sexueller Funktionsstörungen tragen – wie bei den sexuellen Reaktionen selbst – sowohl psychische als auch somatische Prozesse bei.
Sexuelle Funktionsstörungen aufgrund von Erkrankungen (DSM-IV 607-25), die neben psychischen Ursachen für eine erektile Dysfunktion verantwortlich sein können, oder auch genitale Schmerzsyndrome wie Vaginismus oder Dyspareunie zählen nicht zu den sexuellen Appetenzstörungen.
Das Gegenteil wird unter Hypersexualität beschrieben.

## Differenzierung
ICD-10 und DSM-IV unterscheiden die sexuelle Appetenzstörung nach sexuellem Appetenzmangel (allgemein Inhibited Sexual Desire, ISD) und sexueller Aversion. Im DSM-5 wurde die sexuelle Aversion als Diagnoseschlüssel gestrichen und im Hinblick auf die Appetenzstörung wird nun eine männliche und weibliche Form unterschieden.
| DSM-5 | DSM-IV                                                                                               | ICD-10 |
| --- | --- | --- |
| Störung mit verminderter sexueller Appetenz beim Mann (MHSDD, DSM-5 302.71, Male Hypoactive Sexual Desire Disorder) Störung des sexuellen Interesses/Erregung bei der Frau (FSIAD, DSM-5 302.72, Female Sexual Interest/Arousal Disorder) | Störung mit verminderter sexueller Appetenz (HSDD, DSM-IV 302.71, Hypoactive Sexual Desire Disorder) | Mangel oder Verlust von sexuellem Verlangen (ICD-10 F52.0, Lack or loss of sexual desire)                          |
| - | Störung mit sexueller Aversion (SAD, DSM-IV 302.79, Sexual Aversion Disorder)                        | Sexuelle Aversion und mangelnde sexuelle Befriedigung (ICD-10 F52.1, Sexual aversion and lack of sexual enjoyment) |

## Hyposexualität
Bei dem ungenauen Begriff der sexuellen Hypoaktivität (Hyposexualität) ist die sexuelle Appetenz in unterdurchschnittlichem Maße vorhanden, was nicht zwingend auch als nachteilig empfunden wird. Hyposexualität kann somit auch dann vorliegen, wenn die Kriterien einer sexuellen Appetenzstörung nicht (vollständig) erfüllt sind.
Die möglichen Gründe für Hyposexualität sind vielfältig. Teilweise beruht das fehlende Empfinden auf hormonellen Störungen, teilweise sind psychische Faktoren an der Entwicklung beteiligt.

### Hormonell bedingte Hyposexualität
Bei der so genannten Impotentia satisfactionis des Mannes ist die Fähigkeit zur Erektion und zum Samenerguss zwar gegeben und die Zeugungsfähigkeit nicht eingeschränkt, aber der Beischlaf wird nicht als Befriedigung erlebt. Eine zusätzlich evtl. reduzierte Libido kann vorübergehend durch Stress verursacht sein oder langfristig durch einen Mangel an männlichem Geschlechtshormon Testosteron hervorgerufen werden. Ein Mangel der Libido bei der Frau beruht nicht, wie früher vermutet, auf einem Mangel an Testosteron, das auch bei Frauen vorhanden ist, vielmehr spielt bei ihr eine zu geringe Konzentration des in den Nebennieren produzierten Hormons DHEA (Dehydroepiandrosteron), einer Vorstufe des Testosterons und unter bestimmten Bedingungen auch des Östrogens, die entscheidende Rolle.
Sowohl bei Frauen als auch bei Männern kann ein erhöhter Spiegel des Hypophysenhormons Prolaktin (Hyperprolaktinämie) zu Libidoverlust führen.

### Psychisch bedingte Hyposexualität
Auch psychische Ursachen können zu Hyposexualität führen. Hierzu zählen schwere Depressionen, Angststörungen oder Minderwertigkeitsgefühle. Manche Menschen haben aufgrund einer sexualfeindlichen Erziehung oder eines traumatischen Erlebnisses Angst vor Sexualität.
In amerikanischen Studien an Frauen unter Laborbedingungen wurde festgestellt, dass medizinisch gesunde Frauen mit der Diagnose "sexuelle Erregungsstörung" auf explizite erotische Reize mit vermehrtem Blutandrang in der Vagina reagierten, vergleichbar mit der Reaktion bei Frauen ohne sexuelle Probleme. Allerdings erlebten sie weniger positive und mehr negative Affekte als Reaktion auf die sexuellen Reize. Das wurde als Hinweis darauf interpretiert, dass ihre verminderte sexuelle Erregung im alltäglichen Leben entweder mit unzureichender erotischer Stimulation oder mit einer negativen Bewertung der sexuellen Situation zusammenhingen. Sexueller Missbrauch in der Kindheit beeinträchtigt das sexuelle Erleben im Erwachsenenalter, die Auswirkungen der Traumatisierungen auf das sexuelle Verlangen sind jedoch nicht einheitlich. Verschiedene Faktoren innerhalb einer individuellen Frau können zu mangelndem Verlangen und Erregungsschwierigkeiten beitragen, es sei jedoch wichtig, diese Probleme im Zusammenhang mit der Beziehung zum Sexualpartner zu betrachten. Als Behandlung wird eine Sexualtherapie wie erstmals von Masters und Johnson beschrieben vorgeschlagen.

### Medikamentös bedingte Hyposexualität
Bestimmte Medikamente wie z. B. Neuroleptika und SSRI-Antidepressiva (SSRI-bedingte sexuelle Dysfunktion), die regelmäßig eingenommen werden müssen, können den Geschlechtstrieb einschränken.